# Maxime Rizzo
Pour les articles homonymes, voir Rizzo.
Maxime Rizzo, né le 1er novembre 1993 à Bourg-Saint-Maurice, est un  skieur alpin français.

## Biographie
En 2008, il est Vice-champion de France de Super G Minimes (moins de 15 ans) et 3e des Championnats de France de slalom  Minimes à Val Thorens.
Il dispute sa première épreuve de  Coupe d'Europe en janvier 2012 dans le slalom de Méribel.
En 2013, il est Champion de France de slalom Juniors U21 (moins de 21 ans) à Serre-Chevalier, devant Cyprien Sarrazin et Thibaut Favrot.                                                 
L'année suivante, en 2014, il prend 3e place des Championnats de France de slalom Juniors U21 aux Arcs.
En décembre 2014, il réalise son premier top-10 en Coupe d'Europe en prenant la 9e place du slalom parallèle de San Vigilio.
En novembre 2016, Il dispute sa première épreuve de Coupe du Monde sur le slalom de Levi. Le 16 décembre 2016, il signe son 1er podium en Coupe d'Europe, en prenant la 2e place du slalom parallèle de Kronplatz. En mars 2017, il monte sur son 1er podium des  Championnats de France Elite , en prenant la 3e place du combiné derrière Victor Muffat-Jeandet et Cyprien Sarrazin. Il termine à la 9e place du classement général du slalom de la Coupe d'Europe.
Il intègre l'équipe de France B à partir de la saison 2017-2018. En janvier 2018, il prend la 5e place du slalom de Coupe d'Europe de Chamonix.
En janvier 2019, il prend la 4e place du slalom parallèle de Coupe d'Europe de Tignes.
Après une saison blanche en raison d'un problème de hanche, il effectue en 2020-2021 une dernière saison de Coupe d'Europe avant de mettre fin à carrière.

## Palmarès[5]

### Coupe du monde
- 14 épreuves de Coupe du Monde disputées  (au 12 mars 2019)

### Championnats du Monde Juniors
| Épreuve / Édition              | Descente | Super G | Slalom géant | Slalom  | Combiné |
| Mondiaux 2013 Mont Sainte-Anne | -        | -       | -            | Abandon | -       |
| Mondiaux 2014 Jasna            | 53e      | 59e     | -            | 24e     | 29e     |

### Coupe d'Europe
6 tops-10 dont un podium :
- 2e au slalom parallèle de Kronplatz le 17 décembre 2016

#### Classements
| Saison / Épreuve | Saison / Épreuve | Général | Général | Descente | Descente | Super G | Super G | Géant  | Géant  | Slalom | Slalom | Combiné | Combiné | City Event | City Event |
| ---------------- | ---------------- | ------- | ------- | -------- | -------- | ------- | ------- | ------ | ------ | ------ | ------ | ------- | ------- | ---------- | ---------- |
| Saison / Épreuve | Saison / Épreuve | Class.  | Points  | Class.   | Points   | Class.  | Points  | Class. | Points | Class. | Points | Class.  | Points  |            |            |
| 2014             | 2014             | 178e    | 13      | -        | -        | -       | -       | -      | -      | 73e    | 13     | -       | -       | -          | -          |
| 2015             | 2015             | 141e    | 29      | -        | -        | -       | -       | -      | -      | 57e    | 15     | -       | -       | 9e         | 15         |
| 2016             | 2016             | 170e    | 17      | -        | -        | -       | -       | -      | -      | 60e    | 17     | -       | -       | -          | -          |
| 2017             | 2017             | 50e     | 181     | -        | -        | -       | -       | -      | -      | 9e     | 181    | -       | -       | -          | -          |
| 2018             | 2018             | 89e     | 86      | -        | -        | -       | -       | -      | -      | 30e    | 86     | -       | -       | -          | -          |
| 2019             | 2019             | 74e     | 112     | -        | -        | -       | -       | -      | -      | 19e    | 112    | -       | -       | -          | -          |

### Championnats de France

#### Elite
| Édition / Epreuve                   | Descente | Super-G | Slalom géant | Slalom  | Super combiné |
| ----------------------------------- | -------- | ------- | ------------ | ------- | ------------- |
| Championnats 2010 Les Menuires      | -        | 70e     | -            | -       | -             |
| Championnats 2011 Mont-Dore/Tignes  | 37e      | Abandon | Abandon      | 20e     | 27e           |
| Championnats 2012 L'Alpe d'Huez     | 30e      | 39e     | 34e          | Abandon | -             |
| Championnats 2013 Peyragudes        | 31e      | 28e     | 29e          | 12e     | -             |
| Championnats 2014 Méribel/Les Arcs  | 17e      | Abandon | -            | 12e     | Abandon       |
| Championnats 2015 Serre-Chevalier   | -        | 23e     | 15e          | 8e      | -             |
| Championnats 2016 Les Menuires      | -        | Abandon | -            | Abandon | -             |
| Championnats 2017 Val Thorens/Lélex | -        | -       | 12e          | Abandon | Bronze        |
| Championnats 2018 Châtel            | -        | -       | -            | -       | -             |
| Championnats 2019 Auron             | 18e      | 33e     | -            | 6e      | 10e           |

#### Jeunes
1 titre de Champion de France

##### Juniors U21  (moins de 21 ans)
2014 :
- 3e aux Championnats de France de slalom aux Arcs

2013 :
- Champion de France de slalom à Serre-Chevalier

##### Minimes (moins de 15 ans)
2008 à Val Thorens :
- Vice-champion de France de super G
- 3e aux Championnats de France de slalom